# Хрустово (Ґродзиський повіт)
Хрустово (пол. Chrustowo, нім. Korngut) — село в Польщі, у гміні Ґродзиськ-Велькопольський Ґродзиського повіту Великопольського воєводства.
Населення — 172 особи (2011).
У 1975-1998 роках село належало до Познанського воєводства.

## Демографія
Демографічна структура станом на 31 березня 2011 року:
|          | Загалом | Допрацездатний вік | Працездатний вік | Постпрацездатний вік |
| -------- | ------- | ------------------ | ---------------- | -------------------- |
| Чоловіки | 84      | 24                 | 58               | 2                    |
| Жінки    | 88      | 25                 | 51               | 12                   |
| Разом    | 172     | 49                 | 109              | 14                   |